# Touch (nhóm nhạc)
Touch (Hangul: 터치; viết tắt của từ The Original Undeniable Charismatic Homme) là một nhóm nhạc nam Hàn Quốc được thành lập bởi YYJ Entertainment tại Seoul, Hàn Quốc. Nhóm hiện bao gồm năm thành viên: Chulmin, Sungyong, Jaewook, Sunwoong và Sangwook. Nhóm ra mắt vào ngày 22 tháng 10 năm 2010 với đĩa đơn "Me". Người hâm mộ của nhóm được gọi là "Touchables".

## Thành viên

### Thành viên hiện tại
- Chulmin (Hangul: 철민)
- Sungyong (성용)
- Jaewook (재욱)
- Sunwoong (선웅)
- Sangwook (상욱)

### Cựu thành viên
- Hanjun (한준)
- Younghun (영훈)
- Minseok (민석)
- Junyoung (준용)
- Dabin (다빈)
- Kanghyun (강현)

## Danh sách đĩa nhạc

### Đĩa mở rộng
| Tên               | Thông tin chi tiết | Thứ hạng cao nhất | Doanh số      |
| Tên               | Thông tin chi tiết | KOR               | Doanh số      |
| ----------------- | --- | ----------------- | ------------- |
| Touch             | - Phát hành: 22 tháng 10, 2010 - Nhãn: YYJ Entertainment, LOEN Entertainment - Định dạng: CD, tải xuống kỹ thuật số Danh sách bài hát 1. Me (난) 2. Touch 3. Killin' Me            | 26                | —             |
| Too Hot To Handle | - Phát hành: 5 tháng 5 năm 2011 - Nhãn: YYJ Entertainment, CJ E&M - Định dạng: CD, tải xuống kỹ thuật số Danh sách bài hát 1. Too Hot 2 Handle 2. Luv 3. Rockin' The Club 4. Today | 12                | - KOR: 1,618+ |

### Đĩa đơn
| Tên                                                    | Năm       | Thứ hạng cao nhất | Thứ hạng cao nhất | Album                         |
| Tên                                                    | Năm       | KOR               | JPN               | Album                         |
| Tiếng Hàn                                              | Tiếng Hàn | Tiếng Hàn         | Tiếng Hàn         | Tiếng Hàn                     |
| ------------------------------------------------------ | --------- | ----------------- | ----------------- | ----------------------------- |
| "Me" (난)                                              | 2010      | —                 | —                 | Touch                         |
| "Rockin' The Club"                                     | 2011      | —                 | —                 | Too Hot To Handle             |
| Walk With Me (같이 걷자)                               | 2012      | —                 | —                 | Đĩa đơn không nằm trong album |
| "Me" (난) phiên bản mới.                               | 2014      | —                 | —                 | Đĩa đơn không nằm trong album |
| Tiếng Nhật                                             |           |                   |                   |                               |
| "Start To Fly"                                         | 2013      | —                 | —                 | Đĩa đơn không nằm trong album |
| "Kimi Ni ～Maybe I Fall In Love～ (キミに)             | 2014      | —                 | —                 | Đĩa đơn không nằm trong album |
| "—" biểu thị các bản phát hành không có trong biểu đồ. |           |                   |                   |                               |